# Västerås stifts riksdagsmän i prästeståndet
Följande personer företrädde Västerås stift i prästeståndet vid Sveriges ståndsriksdag. Listan är komplett för ståndsriksdagarna 1809–1866 men inkluderar inte tidigare riksdagar.
Enligt 1810 års riksdagsordning var biskopen i varje stift självskriven ledamot i prästeståndet. Västerås stift skulle bland sina kyrkoherdar utse fem ledamöter, och komministrarna i stiftet hade möjlighet att inom sig utse ytterligare en ledamot.

### Riksdagen 1809–1810
- Biskop Erik Waller
- Tomas Jedeur
- Isak Mellgren
- Nils Erik Netzel
- Daniel Nohrborg

### Urtima riksdagen 1810
- Biskop Erik Waller (frånvarande)
- Johan Asplund
- Tomas Jedeur
- Isak Mellgren
- Nils Erik Netzel
- Daniel Nohrborg

### Urtima riksdagen 1812
- Biskop Gustaf Murray (intog sin plats 12/5 1812)[3]
- Karl Dybeck
- Tomas Jedeur
- Per Kraft
- Olof Kristian Leffler
- Isak Mellgren

### Urtima riksdagen 1815
- Biskop Gustaf Murray
- Jonas Reinhold Fellenius
- Johan Petter Fröberg
- Olof Kristian Leffler
- Nils Erik Netzel
- Jacob Michael Svedelius

### Urtima riksdagen 1817–1818
- Biskop Gustaf Murray (intog sin plats 7/3 1818)[4]
- Jonas Reinhold Fellenius
- Johan Petter Fröberg
- Erik Gustaf Hanngren
- Olof Kristian Leffler
- Jacob Michael Svedelius

### Riksdagen 1823
- Biskop Gustaf Murray (frånvarande)
- Jonas Reinhold Fellenius
- Johan Petter Fröberg
- Olof Kristian Leffler
- Jacob Michael Svedelius
- Sven Caspersson Wijkman

### Riksdagen 1828–1830
- Biskop Sven Caspersson Wijkman
- Jonas Reinhold Fellenius
- Karl Karlsson Forslind
- Gabriel Hwasser
- Jacob Michael Svedelius
- Pehr Gustaf Svedelius

### Urtima riksdagen 1834–1835
- Biskop Sven Caspersson Wijkman (frånvarande)
- Erik Bergqvist
- Gabriel Hwasser
- Gustaf Nibelius
- Jacob Michael Svedelius (död 24/3 1834)
  - Olof Senell (från 21/5 1834)
- Pehr Gustaf Svedelius

### Riksdagen 1840–1841
- Biskop Gustaf Nibelius
- Erik Bergqvist
- Anders Bruhn (till 25/7 1840)
  - Anders Källström (från 24/10 1840)
- Gabriel Hwasser
- Pehr Gustaf Svedelius
- Lars Christian Thunelius

### Urtima riksdagen 1844–1845
- Biskop Gustaf Nibelius
- Olof Ulric Arborelius
- Gabriel Hwasser
- Samuel Lorentz Ljungdahl
- Isak Norström
- Carl Gustaf Odelberg

### Riksdagen 1847–1848
- Biskop Gustaf Nibelius
- Axel Eurén
- Samuel Lorentz Ljungdahl
- Isak Norström
- Carl Gustaf Odelberg
- Johan Paul Immanuel Tellbom

### Riksdagen 1850–1851
- Biskop Christian Eric Fahlcrantz
- Carl Olof Björling
- Axel Eurén
- Isak Norström
- Esaias Magnus Tegnér
- Johan Paul Immanuel Tellbom

### Riksdagen 1853–1854
- Biskop Christian Eric Fahlcrantz
- Karl Daniel Arosenius
- Carl Olof Björling
- Axel Eurén
- Esaias Magnus Tegnér
- Johan Paul Immanuel Tellbom

### Riksdagen 1856–1858
- Biskop Christian Eric Fahlcrantz
- Carl Olof Björling
- Axel Eurén
- Isak Norström
- Esaias Magnus Tegnér
- Johan Paul Immanuel Tellbom

### Riksdagen 1859–1860
- Biskop Christian Eric Fahlcrantz (frånvarande)
- Carl Olof Björling
- Anders Källström
- Isak Norström
- Carl Olof Odelberg
- Esaias Magnus Tegnér
- Johan Paul Immanuel Tellbom

### Riksdagen 1862–1863
- Biskop Christian Eric Fahlcrantz (frånvarande)
- Carl Olof Björling
- Axel Eurén
- Samuel Lorentz Ljungdahl
- Esaias Magnus Tegnér
- Johan Paul Immanuel Tellbom (död 28/5 1863)
  - Lars Westerlund (från 1/8 1863)

### Riksdagen 1865–1866
- Biskop Christian Eric Fahlcrantz
- Carl Olof Björling
- Axel Eurén
- Johan Eric Fant
- Samuel Lorentz Ljungdahl
- Esaias Magnus Tegnér